# Driedradige meun
De driedradige meun (Gaidropsarus vulgaris) is een vis uit de orde der kabeljauwachtigen.

## Beschrijving
De driedradige meun bereikt een lengte van maximaal 60 centimeter (gemiddeld 25 cm).  De rug is rozebruin met grote chocoladebruine vlekken. Hij heeft twee rugvinnen, de eerste met 70-80 zeer korte vinstralen en daarachter een zeer lange rugvin met 55-64 vinstralen. Verder een lange aarsvin met  45-54 vinstralen. De vis heeft drie tastdraden, één aan de kin en twee bij de voorste neusgaten.

## Voorkomen en status in de Noordzee
De driedradige meun komt voor in het Noordoostelijk deel van de Atlantische Oceaan, Noorse kust en de Faeröer, zuidelijke Noordzee, ronde de Britse Eilanden tot bij de Straat van Gibraltar en het noordwestelijk deel van de Middellandse Zee.

De vis komt voor op rotsige zeebodems op een diepte tussen 10 en 120 meter. De driedradige meun komt sporadisch voor langs de Nederlandse kust. De vis staat als kwetsbaar op de Nederlandse  Rode Lijst maar niet op de internationale Rode Lijst van de IUCN.